# 普兰鹅观草
普兰鹅观草（学名：Roegneria pulanensis）为禾本科鹅观草属下的一个种。

## 扩展阅读
- 維基物種上的相關：普兰鹅观草